# برج موزتاغ
برج موزتاغ (انگلیسی: Muztagh Tower) کوهی در کوه‌های بالتورو موزتاغ  در رشته‌کوه‌های قره‌قروم واقع در بلتستان و در مرز منطقه گلگت-بلتستان پاکستان و منطقه خودمختار سین‌کیانگ چین است. این کوه میان حوضه‌های یخچال بالتورو و یخچال سارپو لاگو قرار دارد.

## نخستین صعود
در سال ۱۹۵۶ دو تیم از بریتانیا و فرانسه از دو مسیر متفاوت برای فتح این قله به رقابت پرداختند که در نهایت تیم بریتانیایی پنج روز زودتر از رقیب خود موفق به صعود این کوه شدند.